# آلية الاستقرار الأوروبي
آلية الاستقرار الأوروبي (بالإنجليزية: European Stability Mechanism)‏ المعروفة اختصاراً بـ ESM هي منظمة حكومية دولية تقع في مدينة لوكسمبورغ، وتعمل بموجب القانون الدولي العام وذلك لجميع دول منطقة اليورو التي صادقت على المعاهدة المنشئة لآلية الاستقرار الأوروبي. تأسست في 27 سبتمبر 2012 كجدار حماية دائم لمنطقة اليورو، بهدف حماية وتوفير الوصول الفوري إلى برامج المساعدة المالية للدول الأعضاء في منطقة اليورو التي تعاني من صعوبات مالية، مع قدرة إقراض قصوى تبلغ 500 مليار يورو. وقد حل هذا البرنامج محل برنامجين تمويليين مؤقتين سابقين للاتحاد الأوروبي: صندوق الإنقاذ المالي الأوروبي (EFSF) آلية الاستقرار المالي الأوروبي (EFSM).

## لمحة عامة
نصت المعاهدة المنشئة لآلية الاستقرار الأوروبي على أن المنظمة سوف يتم إنشاؤها في حال مصادقة مجموعة من الدول الأعضاء تمثل 90% من متطلبات كفاية رأس مالها وفق المعاهدة التأسيسية. وقد تم تجاوز هذه العتبة مع استكمال ألمانيا لعملية المصادقة وذلك بتاريخ 27 سبتمبر 2012، الأمر الذي أدى إلى دخول المعاهدة حيز النفاذ في ذلك التاريخ بالنسبة لستة عشر من الدول الأعضاء السبعة عشر في منطقة اليورو. أما الدولة المتبقية، إستونيا، والتي بلغت نسبة التزامها 0.19% من رأس مال المنظمة، فقد استكملت مصادقتها في 4 أكتوبر 2012. ومن المقرر أن تدخل معاهدة منفصلة لتعديل المادة 136 من معاهدة عمل الاتحاد الأوروبي للسماح بإنشاء آلية الاستقرار الأوروبي بموجب قانون الاتحاد الأوروبي، حيز النفاذ في الأول من يناير 2013. ومع ذلك، فإن آخر دولة من الدول الأعضاء في الاتحاد الأوروبي التي أكملت المصادقة على هذا التعديل، وهي جمهورية التشيك ، لم تفعل ذلك حتى 23 أبريل 2013، مما أدى إلى تأجيل دخولها حيز النفاذ حتى 1 مايو 2013.
بدأت آلية الاستقرار الأوروبي عملياتها بعد اجتماع افتتاحي عقد في 8 أكتوبر 2012. وتم تحويل أول 40% من رأس المال المدفوع من قبل جميع الدول الأعضاء في الآلية قبل الموعد النهائي المحدد بموجب المعاهدة وهو 12 أكتوبر 2012. يحق للدول الأعضاء في الآلية التقدم بطلب للحصول على خطة إنقاذ في حال كانت تعاني من صعوبات مالية أو كان قطاعها المالي يشكل تهديداً للاستقرار ويحتاج إلى ضخ تمويل.
بداية من أبريل 2013، وافقت آلية الاستقرار الأوروبي على برنامجين لاتفاقية تسهيلات المساعدة المالية، مع تخصيص ما يصل إلى 100 مليار يورو لإعادة تمويل البنوك الإسبانية، و9 مليار يورو على شكل دفعات لقبرص لبرنامج إنقاذ. تم تمويل إعادة رسملة بنك قبرص من خلال تحويل الودائع المصرفية إلى أسهم.

## تاريخ
في أعقاب أزمة الديون السيادية الأوروبية التي أدت إلى اقتراض دول الاتحاد الأوروبي للأموال، كان هناك توجه لإصلاح عمل منطقة اليورو في حالة حدوث أزمة. وقد أدى هذا إلى تأسيس مجموعة من الأدوات منها آلية القروض: صندوق الإنقاذ المالي الأوروبي (EFSF) آلية الاستقرار المالي الأوروبي (EFSM). ومن شأن هذه المؤسسات، إلى جانب صندوق النقد الدولي، أن تقرض الدول الأعضاء في الاتحاد الأوروبي التي تواجه مشاكل، بنفس الطريقة التي يستطيع بها البنك المركزي الأوروبي إقراض البنوك الأوروبية. ولكن صندوق الاستقرار المالي الأوروبي وآلية الاستقرار المالي الأوروبي كانا بمثابة تدبير مؤقت فقط حتى عام 2013 وأحد أسباب ذلك هو عدم وجود أساس قانوني في معاهدات الاتحاد الأوروبي.
ولحل هذه المشكلة، شعرت الحكومة الألمانية أن تعديل المعاهدة سيكون ضرورياً. بعد المصادقة الصعبة على معاهدة لشبونة، عارض العديد من الدول والشخصيات القيادية فيها إعادة فتح تعديل المعاهدة، وعارضت حكومة المملكة المتحدة التغييرات التي تؤثر عليها. ومع ذلك، بعد الحصول على دعم الرئيس الفرنسي نيكولا ساركوزي حصلت ألمانيا على دعم المجلس الأوروبي في أكتوبر 2010 لمعاهدة جديدة. وسيكون هذا التعديل بمثابة الحد الأدنى لتعزيز العقوبات وإنشاء آلية دائمة للإقراض. علماً بأن هذا لم يلبي المطالب الألمانية بإلغاء حقوق التصويت كعقوبة، لأن ذلك يتطلب تعديلاً أعمق للمعاهدة. وسيتم تصميم المعاهدة بحيث لا تكون هناك حاجة إلى إجراء استفتاءات، مما يوفر الأساس لمصادقة سريعة عليها، بهدف التصديق عليها بالكامل ودخولها حيز التنفيذ في يوليو 2012. في هذه الحالة، كان من المقرر أن يتعايش هذا الصندوق مع آلية الإقراض المؤقتة (EFSF) لمدة عام واحد، حيث كان من المقرر أن تنتهي صلاحية آلية الإقراض المؤقتة في الأول من يوليو 2013.

## أساس المعاهدة

### تعديل المادة 136 من معاهدة عمل الاتحاد الأوروبي
في 16 ديسمبر 2010، وافق المجلس الأوروبي على تعديل مكون من سطرين للمادة 136 من معاهدة عمل الاتحاد الأوروبي، الأمر الذي من شأنه أن يمنح آلية الاستقرار الأوروبي الشرعية القانونية وكان مصمماً لتجنب أي استفتاءات. إن التعديل ببساطة يغير معاهدات الاتحاد الأوروبي للسماح بإنشاء آلية دائمة. وفي شهر مارس من العام التالي، اتفق الزعماء أيضًا على معاهدة منفصلة خاصة بمنطقة اليورو والتي من شأنها إنشاء آلية الاستقرار الأوروبي نفسها.
في مارس 2011، وافق البرلمان الأوروبي على تعديل المعاهدة بعد تلقي تأكيدات بأن المفوضية الأوروبية، وليس دول الاتحاد الأوروبي، سوف تلعب "دوراً مركزياً" في إدارة آلية الاستقرار الأوروبي، على الرغم من تمنيها لو شاركت بشكل أكبر في وقت سابق، وتم التوقيع عليها من قبل جميع الدول الأعضاء في الاتحاد الأوروبي البالغ عددها 27 دولة في 25 مارس 2011. يسمح التعديل لدول منطقة اليورو بإنشاء آلية استقرار لحماية العملة المشتركة، في إطار قانون الاتحاد الأوروبي. وهذا يعني أن المعاهدة الحكومية الدولية القائمة التي أنشأت آلية الاستقرار الأوروبي خارج إطار الاتحاد الأوروبي مع دخولها حيز التنفيذ في 27 سبتمبر 2012، قد يتم نقلها لاحقاً لتصبح جزءاً من إطار الاتحاد الأوروبي بمجرد دخول تعديل المادة 136 من معاهدة عمل الاتحاد الأوروبي حيز التنفيذ. تم تصميم آلية الاستقرار الأوروبي التي أنشئت بموجب المعاهدة الحكومية الدولية لتكون متوافقة تمامًا مع قانون الاتحاد الأوروبي الحالي، وقد قضت محكمة العدل الأوروبية في نوفمبر 2012 - بأن "حق الدولة العضو في إبرام معاهدة آلية الاستقرار الأوروبي والتصديق عليها لا يخضع لدخول تعديل معاهدة عمل الاتحاد الأوروبي حيز النفاذ". دخل تعديل معاهدة عمل الاتحاد الأوروبي حيز التنفيذ في الأول من مايو 2013، بعد أن أصبحت جمهورية التشيك آخر دولة عضو تصادق على الاتفاقية وفقًا لمتطلباتها الدستورية الخاصة.

### المعاهدة المنشئة لآلية الاستقرار الأوروبي
بالإضافة إلى معاهدة "تعديل معاهدة عمل الاتحاد الأوروبي"، تم إنشاء آلية الاستقرار الأوروبي نفسها بموجب معاهدة بين دول منطقة اليورو، تسمى "المعاهدة المنشئة لآلية الاستقرار الأوروبي" ، والتي تحدد تفاصيل كيفية عمل هذه الآلية. رسميًا، تم توقيع معاهدتين تحملان هذا الاسم: واحدة في 11 يوليو 2011 وواحدة في 2 فبراير 2012، وبعد أن تبين أن الأولى ليست جوهرية بما يكفي، تم إنتاج النسخة الثانية لجعلها أكثر فعالية. تم التوقيع على نسخة 2012 من قبل جميع الدول الأعضاء السبعة عشر في منطقة اليورو في 2 فبراير 2012، وكان من المقرر التصديق عليها ودخولها حيز التنفيذ بحلول منتصف عام 2012، وهو الموعد الذي كان من المقرر أن تنتهي فيه صلاحية صندوق الاستقرار المالي الأوروبي وآلية الاستقرار المالي الأوروبي. أحد أسباب إبرام المعاهدة حصريًا من قبل دول منطقة اليورو هي رفض المملكة المتحدة المشاركة في أي تكامل مالي.
دخلت المعاهدة المنشئة لآلية الاستقرار الأوروبي حيز التنفيذ في 27 سبتمبر 2012 بالنسبة لـ 16 دولة موقعة. وأتمت إستونيا تصديقها على المعاهدة في 3 أكتوبر 2012، أي بعد ستة أيام من دخول المعاهدة حيز النفاذ. ومع ذلك، لم يتم عقد الاجتماع الافتتاحي لآلية الاستقرار الأوروبي حتى الثامن من أكتوبر، بعد دخول المعاهدة حيز النفاذ بالنسبة لإستونيا. حصل اعتماد لاتفيا لليورو في الأول من يناير 2014 على الموافقة النهائية من قبل مجلس الشؤون الاقتصادية والمالية في التاسع من يوليو، مما يجعلها مؤهلة للتقدم بطلب عضوية آلية الاستقرار الأوروبي. وبعد موافقة حكومة لاتفيا على الانضمام إلى آلية الاستقرار الأوروبي في نوفمبر 2013، انضمت لاتفيا في 21 فبراير 2014. دخلت المعاهدة حيز التنفيذ بالنسبة لهم في 13 مارس 2014. وبلغت مساهمة لاتفيا في آلية الاستقرار الأوروبي 325 مليون يورو. اعتمدت ليتوانيا اليورو في 1 يناير 2015، وانضمت إلى آلية الاستقرار الأوروبي في 14 يناير 2015. أصبحوا أعضاءً في 3 فبراير 2015. اعتمدت كرواتيا اليورو في 1 يناير 2023، وانضمت إلى آلية الاستقرار الأوروبي في 2 مارس 2023 وأصبحت عضوًا في 22 مارس 2023 عندما دخلت المعاهدة حيز التنفيذ بالنسبة لكرواتيا.

### استجابة آلية الاستقرار الأوروبي لأزمة جائحة فيروس كورونا
لدعم الدول الأعضاء المتضررة من جائحة فيروس كورونا، علَّق المجلس الأوروبي القواعد المالية - بما في ذلك آلية الاستقرار الأوروبي - بتطبيق "بند الهروب العام" من ميثاق الاستقرار والنمو ‏ في 23 مارس 2020 ووافق على صندوق انتعاش ضخم بقيمة 750 مليار يورو، تحت مسمى "الجيل القادم من الاتحاد الأوروبي" (NGEU) في 23 يوليو 2020. من جانبها، عرضت آلية الاستقرار الأوروبي قروضًا بقيمة 240 مليار يورو في مايو 2020. ولكن لم تقبل أي دولة القرض. صندوق الجيل القادم من الاتحاد الأوروبي مرتبط بالاستثمار لمواجهة التباطؤ الاقتصادي الناجم عن كوفيد-19، وتتعلق سمعة آلية الاستقرار الأوروبي بإنقاذ البنوك الخاصة مما يؤدي إلى زيادة الدين العام وبالتالي التسبب في سحب الاستثمارات.

### إصلاح معاهدة آلية الاستقرار الأوروبي (2020-2024)
في يونيو 2015، صدرت خطة إصلاح محدثة للاتحاد النقدي الأوروبي، والتي قدمت تصوراً بأنه في الأمد المتوسط (بين يوليو 2017 و2025) ينبغي تحويل آلية الاستقرار الأوروبي من كونها اتفاقية حكومية دولية إلى أن تصبح متكاملة بالكامل في إطار القانون الأوروبي الذي ينطبق على جميع الدول الأعضاء في منطقة اليورو بموجب الاختصاص المنصوص عليه في المادة 136 المعدلة من معاهدة عمل الاتحاد الأوروبي بحلول عام 2025. نُشرت مقترحات المفوضية الأوروبية لإنشاء "صندوق نقد أوروبي" ليحل محل آلية الاستقرار الأوروبي في ديسمبر 2017.
بعد التردد في دمج آلية الاستقرار الأوروبي ضمن قانون الاتحاد الأوروبي، وافق وزراء المالية في مجموعة اليورو في 30 نوفمبر 2020 على تعديل المعاهدات التي تنشئ صيغة آلية الاستقرار الأوروبي ومجلس القرار الواحد،  ليتم التصديق عليها من قبل جميع الدول الأعضاء في منطقة اليورو. تم عرقلة مقترح الإصلاح لعدة أشهر بسبب حق النقض الذي استخدمته الحكومة الإيطالية. تتضمن التعديلات المقترحة ما يلي:
- إنشاء آلية الاستقرار الأوروبي باعتبارها دعماً لمجلس القرار الواحد، من خلال خط ائتمان متجدد.
- إصلاح حوكمة آلية الاستقرار الأوروبي.
- إدخال إلزامي لبنود العمل الجماعي  [لغات أخرى]‏ أحادية الجانب في السندات السيادية الجديدة الصادرة في منطقة اليورو.
- تغييرات في معايير الأهلية لأدوات المساعدة المالية الاحترازية.
- توضيحات وتوسعات في مهمة آلية الاستقرار الأوروبي بشأن الحوكمة الاقتصادية.

تم التوقيع على التعديلات على معاهدة آلية الاستقرار الأوروبي في 27 يناير 2021 من قبل جميع الدول الأعضاء في منطقة اليورو، وحتى منتصف عام 2023 كانت قد صادقت جميع الدول الأعضاء في منطقة اليورو على الاتفاق المعدل لمعاهدة آلية الاستقرار الأوروبي باستثناء إيطاليا. في ديسمبر 2023، صوت مجلس النواب الإيطالي ضد التصديق على التعديلات على معاهدة آلية الاستقرار الأوروبي، وبالتالي تعليق استكمال إصلاح معاهدة آلية الاستقرار الأوروبي.

## التنظيم
إن آلية الاستقرار الأوروبي هي منظمة حكومية دولية أنشئت بموجب القانون الدولي العام، وتقع في مدينة لوكسمبورغ. ويبلغ عدد موظفيها نحو 145 موظفًا، وهم مسؤولون أيضًا عن صندوق الإنقاذ المالي الأوروبي. تتم إدارة المنظمة بواسطة مدير يتم تعيينه لمدة خمس سنوات.
تعين كل دولة عضو محافظًا (ونائبًا) لمجلس المحافظين، والذي يمكن أن يرأسه إما رئيس مجموعة اليورو أو رئيس منفصل منتخب من بين المحافظين أنفسهم. في عام 2012، تم تعيين جان كلود يونكر في هذا المنصب. ويتكون المجلس من وزراء مالية الدول الأعضاء. يتألف مجلس الإدارة من عشرين عضوًا "من ذوي الكفاءة العالية في الشؤون الاقتصادية والمالية". تقوم كل دولة عضو بتعيين مدير واحد ومدير بديل.

### أدوات الدعم المالي
تستطيع الدول الأعضاء في آلية الاستقرار الأوروبي التقدم بطلب للحصول على خطة إنقاذ من آلية الاستقرار الأوروبي إذا كانت تعاني من صعوبات مالية أو إذا كان قطاعها المالي يشكل تهديداً للاستقرار ويحتاج إلى إعادة تمويل. وترتبط عمليات الإنقاذ التي تقدمها آلية الاستقرار الأوروبي بتوقيع الدول الأعضاء أولاً على مذكرة تفاهم تحدد برنامجاً للإصلاحات اللازمة أو تعزيز المالية العامة التي يتعين تنفيذها من أجل استعادة الاستقرار المالي. وسيكون الشرط المسبق الآخر للحصول على خطة الإنقاذ من خلال آلية الاستقرار الأوروبي، بدءاً من الأول من مارس 2013 يجب أن تصدق الدولة العضو بشكل كامل على الميثاق المالي الأوروبي. عند التقدم بطلب للحصول على دعم آلية الاستقرار الأوروبي، سيتم تحليل وتقييم البلد المعني من حيث جميع مسائل الاستقرار المالي ذات الصلة من قبل ما يسمى بالترويكا (المفوضية الأوروبية البنك المركزي الأوروبي صندوق النقد الدولي) من أجل تحديد ما إذا كان ينبغي تقديم واحد/أكثر من برامج الدعم الخمسة المختلفة التالية:
1. قرض دعم الاستقرار في إطار برنامج التكيف الاقتصادي الكلي (قرض الإنقاذ السيادي):
يتم منحه هذا القرض إذا لم يعد من الممكن للدولة الاعتماد على أسواق رأس المال عند السعي إلى تغطية احتياجاتها المالية. وتركز مذكرة التفاهم المشروطة الموقعة على متطلبات ضبط الأوضاع المالية والإصلاحات البنيوية لتحسين الاستقرار المالي السيادي.
2. برنامج إعادة رسملة البنوك:
إن آلية الاستقرار الأوروبي لا تقدم حزمة دعم لإعادة رسملة البنوك إلا إذا ثبت أن السوق الخاصة أو الدولة العضو لن تكون قادرة على إجراء إعادة رسملة البنوك اللازمة بمفردها، دون التسبب في زيادة الضغوط المالية أو عدم الاستقرار. وسوف يتم تحديد حجم إعادة رسملة البنوك اللازمة من خلال اختبار إجهاد، يحسب المبلغ اللازم لإصلاح القطاع المالي بالكامل للقضاء على جميع نقاط الضعف. إن الدعم من حزمة آلية الاستقرار الأوروبي مخصص لإعادة رسملة البنوك، ولا يمكن استخدامه لأي غرض آخر. كما أن اتفاقية مذكرة التفاهم المشروطة الموقعة سوف تغطي فقط متطلبات الإصلاح والتغييرات في القطاع المالي، ضمن مجالات الرقابة المالية وحوكمة الشركات والقوانين المحلية المتعلقة بإعادة الهيكلة/الحل.
3. المساعدة المالية الاحترازية (PCCL/ECCL):
تتضمن آلية الاستقرار الأوروبي تقديم الدعم في شكل إنشاء "خطوط ائتمان" متاحة يمكن للدول الأعضاء في آلية الاستقرار الأوروبي أن تلجأ إليها إذا ما احتاجت إليها فجأة. ويتم تقديم هذا الدعم إلى الدول الأعضاء في آلية الاستقرار الأوروبي التي تتمتع بظروف اقتصادية جيدة في الوقت الحالي بما يكفي للحفاظ على القدرة على الوصول المستمر إلى التمويل من السوق، ولكنها في وضع هش يتطلب إنشاء شبكة أمان كافية (ضمان مالي)، للمساعدة في ضمان القدرة المستمرة على الوصول إلى التمويل من السوق. وسوف تركز مذكرة التفاهم المشروطة الموقعة على متطلبات ضبط الأوضاع المالية والإصلاحات البنيوية لتحسين الاستقرار المالي السيادي.
4. دعم السوق الأولية (PMSF):
يمكن أن تتم عمليات شراء السندات في السوق الأولية من خلال آلية الاستقرار الأوروبي، وذلك كتكملة لتقديم القروض العادية في إطار برنامج التكيف الاقتصادي الكلي أو لسحب الأموال في إطار برنامج احترازي. وتستخدم هذه الأداة في المقام الأول نحو نهاية برنامج التكيف لتسهيل عودة الدولة إلى السحب من السوق، والحد من خطر فشل مزاد السندات. والهدف هو أن يكتتب السوق الخاص بنسبة 50% من مزاد السندات بينما تغطي آلية الاستقرار الأوروبي النسبة المتبقية البالغة 50%. وإذا ثبت أن مشاركة السوق الخاص ضئيلة، فيتم إلغاء آلية الاستقرار الأوروبي، واستبدالها بنقل إضافي للأموال من البرنامج الاقتصادي الكلي/الاحترازي. ولن يكون هناك اتفاق مذكرة تفاهم إضافي لهذه الحزمة الداعمة، حيث ستكون الشروط مطابقة لقرض الإنقاذ السيادي / البرنامج الاحترازي.
5. دعم السوق الثانوي (SMSF):
يهدف هذا الإجراء إلى دعم الأداء الجيد لأسواق الدين الحكومي لأعضاء آلية الاستقرار الأوروبي في ظل ظروف استثنائية حيث يهدد نقص السيولة في السوق الاستقرار المالي، مع خطر دفع أسعار الفائدة السيادية نحو مستويات غير مستدامة وخلق مشاكل إعادة التمويل للنظام المصرفي للدولة العضو في آلية الاستقرار الأوروبي المعنية. ويهدف تدخل آلية الاستقرار الأوروبي في السوق الثانوية إلى تمكين صناعة السوق التي من شأنها ضمان بعض السيولة في سوق الدين وتحفيز المستثمرين على المشاركة بشكل أكبر في تمويل أعضاء آلية الاستقرار الأوروبي. ويمكن تقديم الأداة إما كدعم مستقل، أو بالاشتراك مع دعم من أي من الأدوات الأربع الأخرى. لن تكون هناك حاجة إلى اتفاقية مذكرة تفاهم إضافية لأعضاء آلية الاستقرار الأوروبي الذين يتلقون بالفعل قرض إنقاذ سيادي / برنامج احترازي؛ ولكن من الواضح أن الدولة غير المشاركة في البرنامج (التي تتمتع بالسلامة فيما يتعلق بالاستقرار المالي؛ باستثناء قضية السيولة)، تحتاج إلى توقيع اتفاقية مذكرة تفاهم مع الشروط السياسية التي حددتها المفوضية الأوروبية بالتنسيق مع البنك المركزي الأوروبي.

من أجل المساعدة بشكل أكبر في زيادة الاستقرار المالي لمنطقة اليورو، قرر البنك المركزي الأوروبي في 6 سبتمبر 2012 تشغيل كمية مجانية غير محدودة من مشتريات السندات الخافضة للعائدات (برنامج دعم المعاملات النقدية المباشرة) لجميع دول منطقة اليورو المشاركة في خطة الإنقاذ السيادي أو البرنامج الاحترازي من صندوق الاستقرار المالي الأوروبي/آلية الاستقرار الأوروبي، إذا تبين أن البلد يعاني من عائدات سندات مرهقة بمستويات مفرطة - وطالما استمر ذلك -؛ ولكن فقط عند نقطة زمنية تمتلك/تستعيد فيها الدولة الوصول الكامل إلى تمويل السوق - وفقط إذا كانت الدولة لا تزال تمتثل لجميع الشروط الواردة في مذكرة التفاهم الموقعة. إن الدول التي تتلقى برنامجاً احترازياً بدلاً من خطة إنقاذ سيادية، سوف تتمتع بحكم التعريف بالقدرة الكاملة على الوصول إلى السوق، وبالتالي تكون مؤهلة للحصول على دعم المعاملات النقدية المباشرة إذا كانت تعاني أيضاً من أسعار فائدة متوترة على سنداتها الحكومية. أما بالنسبة للدول التي تتلقى مساعدات سيادية، فإنها من ناحية أخرى لن تتأهل للحصول على دعم المعاملات النقدية المباشرة قبل أن تستعيد قدرتها الكاملة على الوصول إلى السوق، وهو ما يعرفه البنك المركزي الأوروبي بأنه اللحظة التي تنجح فيها الدولة في إصدار سلسلة جديدة من السندات الحكومية لمدة عشر سنوات في سوق رأس المال الخاص.
في البداية، لم يُسمح لصندوق الإنقاذ المالي الأوروبي وآلية الاستقرار المالي الأوروبي إلا بتقديم قروض الاستقرار المالي مباشرة إلى الدول ذات السيادة، وهذا يعني أن حزم إعادة رسملة البنوك المقدمة يتم دفعها أولاً إلى الدولة ثم تحويلها إلى القطاع المالي المتضرر؛ وبالتالي تم احتساب هذا النوع من القروض كديون وطنية للدولة - مما أثر سلبًا على نسبة الدين الإجمالي إلى الناتج المحلي الإجمالي وتصنيفها الائتماني. على سبيل المثال، تم استخدام هذا النظام عندما أنشأت آلية الاستقرار الأوروبي برنامج دعم إعادة رسملة البنوك في إسبانيا في عامي 2012 و2013.
في قمة الاتحاد الأوروبي التي عقدت في 19 أكتوبر 2012، تقرر أن يتم دفع حزم إعادة تمويل البنوك التي تقدمها آلية الاستقرار الأوروبي في المستقبل (بدءاً من إنشاء آلية الإشراف الموحدة في 4 نوفمبر 2014)، بدلاً من ذلك، مباشرة إلى القطاع المالي، بحيث لم يعد هذا الدين يُعَد ديناً للدولة في الإحصاءات. وقد بدأ العمل بإطار "إعادة رسملة البنوك المباشرة" الذي أقرته آلية الاستقرار الأوروبي اعتباراً من ديسمبر 2014، باعتباره أداة دعم نهائية جديدة يمكن تطبيقها على البنوك ذات الأهمية النظامية في مرحلة التعافي/الحل، إذا تبين أن هذه البنوك في حاجة إلى تلقي أموال إضافية لإعادة رسملة بعد عمليات الإنقاذ التي أجراها الدائنون من القطاع الخاص والدفع المنظم من جانب مجلس القرار الواحد. وعلى هذا النحو، سيتم توفير الدعم الأساسي لتغطية احتياجات إعادة رسملة البنوك النظامية الفاشلة في المستقبل من خلال عمليات الإنقاذ من جانب الدائنين من القطاع الخاص إلى جانب المساهمات من مجلس القرار الواحد (كما تنظمه "توجيهات التعافي والحل المصرفي )، في حين لن تكون أداة "إعادة رسملة البنوك المباشرة" التي توفرها آلية الاستقرار الأوروبي مطلوبة إلا باعتبارها "دعماً نهائياً" في الحالات الأكثر تطرفاً حيث يتبين أن أموال الدعم الأساسي غير كافية.

## قائمة مدراء آلية الاستقرار الأوروبي
| رقم | الصورة                      | الاسم                       | الفترة         | الفترة         | الفترة            |
| رقم | الصورة                      | الاسم                       | بداية الفترة   | نهاية الفترة   | المدة             |
| --- | --------------------------- | --------------------------- | -------------- | -------------- | ----------------- |
| 1   |                             | كلاوس ريجلينج ‏              | 27 سبتمبر 2012 | 7 أكتوبر 2022  | 10 سنوات و10 أيام |
| -   | كريستوفر فرانكل (مدير مؤقت) | كريستوفر فرانكل (مدير مؤقت) | 8 أكتوبر 2022  | 30 نوفمبر 2022 | 53 أيام           |
| 2   |                             | بيير جراميجنا               | 1 ديسمبر 2022  | الآن           | 2 سنوات و110 أيام |

## المساهمات
توزع المساهمات
يبلغ رأس المال المصرح به لآلية الاستقرار الأوروبي 500 مليار يورو، منها 81 مليار يورو رأس مال مدفوع، أما المبلغ المتبقي وهو 420 مليار يورو فسيتم إقراضه إذا لزم الأمر من خلال إصدار بعض الالتزامات الخاصة بآلية الاستقرار الأوروبي في أسواق رأس المال. وتنص معاهدة آلية الاستقرار الأوروبي على أن يتم سداد رأس المال على خمسة أقساط سنوية، إلا أن مجموعة اليورو قررت في 30 مارس 2012 تسريع سداد رأس المال بحيث يتم سداد كامل المبلغ بحلول النصف الأول من عام 2014. يوضح الجدول أدناه حصة كل دولة عضو في آلية الاستقرار الأوروبي، ورأس المال المكتتب فيه من قبل كل دولة عضو، بالإضافة إلى رأس المال المدفوع الذي دفعته كل دولة عضو، وفقًا لمعاهدة آلية الاستقرار الأوروبي ونسبتها من رأس مال الآلية.
| الدولة العضو | النسبة من رأس المال | عدد الأسهم | قيمة المساهمة | رأس المال المدفوع |
| ------------ | ------------------- | ---------- | ------------- | ----------------- |
| إسبانيا      | 11.7256%            | 830,750    | 83,075,000    | 9,494,290         |
| إستونيا      | 0.2527%             | 17,907     | 1,790,700     | 204,650           |
| ألمانيا      | 26.7402%            | 1,894,528  | 189,452,800   | 21,651,750        |
| أيرلندا      | 1.5684%             | 111,117    | 11,111,700    | 1,269,910         |
| إيطاليا      | 17.6457%            | 1,250,187  | 125,018,700   | 14,287,850        |
| البرتغال     | 2.4716%             | 175,114    | 17,511,400    | 2,001,300         |
| بلجيكا       | 3.4250%             | 242,662    | 24,266,200    | 2,773,280         |
| سلوفاكيا     | 0.9791%             | 69,369     | 6,936,900     | 792,790           |
| سلوفينيا     | 0.4643%             | 32,894     | 3,289,400     | 375,930           |
| فرنسا        | 20.0809%            | 1,422,720  | 142,272,000   | 16,259,660        |
| فنلندا       | 1.7706%             | 125,443    | 12,544,300    | 1,433,630         |
| قبرص         | 0.1933%             | 13,696     | 1,369,600     | 156,530           |
| كرواتيا      | 0.5215%             | 36,950     | 3,695,000     | 422,290           |
| لاتفيا       | 0.2732%             | 19,353     | 1,935,300     | 221,200           |
| لوكسمبورغ    | 0.2467%             | 17,477     | 1,747,700     | 199,740           |
| ليتوانيا     | 0.4042%             | 28,634     | 2,863,400     | 327,200           |
| مالطا        | 0.0892%             | 6,323      | 632,300       | 72,260            |
| النمسا       | 2.7418%             | 194,252    | 19,425,200    | 2,220,020         |
| هولندا       | 5.6315%             | 398,988    | 39,898,800    | 4,559,860         |
| اليونان      | 2.7745%             | 196,573    | 19,657,300    | 2,246,550         |
| الإجمالي     | 100%                | 7,084,937  | 708,493,700   | 80,970,690        |

حصلت آلية الاستقرار الأوربية بداية من استكمال رأسمالها المدفوع على تفويض بالموافقة على صفقات الإنقاذ بمبلغ لا يتجاوز 500 مليار يورو، مع تخصيص 200 مليار يورو المتبقية من الصندوق كاحتياطي رأسمالي مستثمر بأمان، وذلك بهدف أن تحصل سندات آلية الاستقرار الأوروبي بشكل دائم على أعلى تصنيف ائتماني الأمر الذي يؤدي إلى تخفيض سعر الفائدة عليها لأدنى قدر ممكن.

## الانتقادات
لاحظ المنتقدون أن آلية الاستقرار الأوروبي تقيّد بشدة السيادة الاقتصادية للدول الأعضاء فيها، كما انتقدوا منحها سلطات واسعة وحصانة لمجلس محافظي آلية الاستقرار الأوروبي دون أي تأثير أو سيطرة برلمانية. وقد زعمت مؤسسات بحثية مثل المنتدى العالمي للتقاعد والاستثمارات أن آلية الاستقرار الأوروبي هي نتاج إجماع سياسي قصير الأجل، وبالتالي لن تكون موصلة لحل مؤسسي متماسك ودائم. ومن وجهة نظرهم، فإن المراجعة العميقة لمعاهدة لشبونة نفسها أمر لا مفر منه إذا كانت ألمانيا تريد أن تنجح في فرض وجهات نظرها الاقتصادية، لأن العقيدة الصارمة على جبهات الموزانة المالية والتنظيمية سوف تضطر بالضرورة إلى تجاوز المعاهدة في شكلها الحالي، وبالتالي الحد من الصلاحيات الفردية للحكومات الوطنية.
- إيطاليا: تزايدت الانتقادات القوية ضد آلية الاستقرار الأوروبي في إيطاليا، بقيادة القوى السياسية اليمينية المتطرفة حركة النجوم الخمسة.[41] ونتيجة لهذا فقد عملت الحكومة الإيطالية على عرقلة المفاوضات بشأن الإصلاح المقترح لمعاهدة آلية الاستقرار الأوروبي لعدة أشهر على مستوى مجموعة اليورو.[42]
- إستونيا: دعت مجموعة من أعضاء البرلمان في إستونيا إلى إجراء استفتاء على المعاهدة.[43] في 8 أغسطس 2012، خلال القراءة الأولى لمشروع القانون الذي يصادق على آلية الاستقرار الأوروبي في ريجيكوغو، تقدم حزب الوسط الإستوني باقتراح رفض مشروع القانون. ومع ذلك، تم رفض هذا الاقتراح في البرلمان بأغلبية 56 صوتًا ضده، و33 صوتًا مؤيدًا.[44]
- ألمانيا: كان بعض أعضاء الحزب الديمقراطي الحر الاتحاد الاجتماعي المسيحي الذان ينتميان إلى الائتلاف الحكومي السابق، يعارضون آلية الاستقرار الأوروبي. كما يعارض اليسار حزب القراصنة الألماني الحزب الوطني الديمقراطي آلية الاستقرار الأوروبي، حيث يقارنها الأخير بقانون التمكين لعام 1933. أسس عشرة أعضاء من البوندستاغ التحالف ضد آلية الاستقرار الأوروبي  [لغات أخرى]‏.[45]
- فنلندا: يعارض كلا الحزبين المعارضين، حزب الفنلنديين حزب الوسط، آلية الاستقرار الأوروبي.
- فرنسا: تعارض الجبهة اليسارية  [لغات أخرى]‏ والمرشح الرئاسي اليساري جان لوك ميلينشون آلية الاستقرار الأوروبي.
- هولندا: يعارض الحزب الاشتراكي آلية الاستقرار الأوروبي. كما يعارض حزب من أجل الحرية بقيادة خيرت فيلدرز أي زيادة أو تنظيم للمدفوعات التحويلية من هولندا إلى دول أخرى في الاتحاد الأوروبي من خلال وسائل مثل آلية الاستقرار الأوروبي.
- سلوفاكيا: يعد حزب الحرية والتضامن الليبرالي المعارض من المعارضين الشرسين لآلية الاستقرار الأوروبي.
- إسبانيا: تم إعادة تمويل البنوك في إسبانيا من خلال آلية الاستقرار الأوروبي التي قامت بتحويل ديونها الخاصة إلى ديون عامة وخفض التصنيف الائتماني للديون الحكومية الإسبانية.

## أنظر أيضاً
- صندوق الإنقاذ المالي الأوروبي
- الميثاق المالي الأوروبي
- آلية الاستقرار المالي الأوروبي
- معاهدات الاتحاد الأوروبي